# Bjuråkersstämman
Bjuråkersstämman är en spelmansstämma som äger rum i Bjuråker, Hudiksvalls kommun, Hälsingland den tredje söndagen i juli varje år.